# Cydosia curvinella
Cydosia curvinella là một loài bướm đêm trong họ Erebidae.